# Mlada Hrvatska (Zagreb)
Mlada Hrvatska bilo je glasilo starčevićanske školske mladeži. Pokrenuto je 1908. godine.

## Povijest
Gosine 1908. osnovan je središnji Savez organizacija starčevićanske srednjoškolske mladosti. Na čelu saveza bio je Središnji odborom i predsjednikom. Usporedno s osnivanjem Saveza, osnovani su pododbori za Bansku Hrvatsku, Dalmaciju te Bosnu i Hercegovinu. Podobro is u posredovali između središnjeg odbora Saveza i lokalnih srednjoškolskih organizacija u pojedinoj pokrajini.
Starčevićanska mladost osnovana 1907. bila je krovna organizacija pod kojom su se okupljale 
Savez organizacija srednjoškolske starčevićanske mladosti i Starčevićanska akademska mladost. Zajedno su izdavale svoje glasilo, Mladu Hrvatsku. Nakon osnivanja Mlade Hrvatske, pod mladohrvatskim imenom dalje se razvija pravaški mladeški pokret.